# Hamza Driouch
Hamza Driouch (16 november 1994) is een Qatarees atleet, gespecialiseerd in de middellange afstanden. Hij nam eenmaal deel aan de Olympische Spelen, maar won hierbij geen medailles.

## Biografie
Driouch werd geboren in Marokko, maar verhuisde naar Qatar en verkreeg de Qatarese nationaliteit op jonge leeftijd. 
Op de Olympische Jeugdspelen 2010 won hij een zilveren medaille op de 1000 m, waarmee hij de enige medaille voor zijn land behaalde.
Bij de wereldjuniorenkampioenschappen in 2012 behaalde Driouch goud op de 1500 m. Hij kwalificeerde zich voor de Olympische Zomerspelen 2012 in Londen, waar hij zijn olympisch debuut maakte. Met een tijd van 3.49,40
strandde hij in de halve finale.

## Titels
- Wereldjeugdkampioen 1500 m - 2012
- Aziatisch jeugdkampioen 1500 m - 2012

## Persoonlijke records
Outdoor
| Onderdeel   | Prestatie | Datum           | Plaats     |
| ----------- | --------- | --------------- | ---------- |
| 800 m       | 1.46,39   | 9 juli 2011     | Rijsel     |
| 1000 m      | 2.17,44   | 9 augustus 2011 | Sollentuna |
| 1500 m      | 3.33,69   | 11 mei 2012     | Doha       |
| 1 Eng. mijl | 3.50,90   | 7 juni 2012     | Oslo       |

Indoor
| Onderdeel | Prestatie | Datum            | Plaats    |
| --------- | --------- | ---------------- | --------- |
| 1500 m    | 3.42,12   | 23 februari 2012 | Stockholm |

## Palmares

### 800 m
- 2010:  Aziatische jeugdkamp. - 1.48,79
- 2010: 4e in ½ fin. WJK - 1.49,33
- 2011: 4e WK junioren B - 1.46,39
- 2012:  Aziatische jeugdkamp. - 1.46,72

### 1000 m
- 2012:  Olympische Jeugdspelen - 2.21,25

### 1500 m
- 2011: 11e series WK - 3.42,09
- 2011:  Pan-Arabische Spelen
- 2012:  Aziatische jeugdkamp. - 3.39,85
- 2012:  WJK - 3.39,04
- 2012: 11e in ½ fin. OS - 3.49,40